# Rius
Eduardo Humberto del Río García (Zamora, Michoacán, 20 de junio de 1934-Tepoztlán, Morelos, 8 de agosto de 2017) fue un caricaturista, historietista y escritor mexicano que publicó con el pseudónimo de Rius. 
Rius fue un activista político de izquierda y simpatizante comunista, punto de vista que frecuentemente presentaba en sus escritos, acompañado con una fuerte crítica a las doctrinas neoliberales mexicanas, la política estadounidense y a la Iglesia católica. Utilizó esto como apertura de la Revolución Cubana en su libro "Cuba para principiantes" y un fuerte simpatizante del bloque soviético hasta el fin de la Guerra Fría. Con la publicación de "Es una lástima, Cuba en 1994", modificó su concepto ideológico respecto a ese país, e inició una fuerte crítica contra la corrupción, la burocratización y la represión del gobierno de Fidel Castro.

## Trayectoria

### Inicios
Durante los primeros años de su vida fue seminarista, aunque años después fue excomulgado por la Iglesia Católica por el contenido de alguna de sus obras (El manual del perfecto ateo). De formación autodidacta, empezó a publicar sus primeras caricaturas en 1955 en la revista Ja-Já. Desde entonces, colaboró en casi todas las revistas importantes de México, como Proceso, Siempre!, Sucesos o Política; en periódicos tanto derechistas como de izquierda: Proceso, El Universal, Ovaciones, La Prensa y La Jornada. Creó revistas de humor político y blanco: La Gallina, Marca Diablo, La Garrapata, El Chahuistle y El Chamuco y los hijos del averno.
En los años 1960 inicio dibujando en revistas y en periódicos, algunas veces sobre temas políticos. Hizo dos historietas famosas: Los Supermachos y Los Agachados caracterizadas por numerosas críticas al gobierno mexicano. Después de este éxito, hizo muchos libros, todo ilustrados y escritos a mano y que abarcaban diferentes tópicos de política, vegetarianismo y religión. Sus libros fueron muy populares principalmente por su humor, lo cual llamaba la atención general de los lectores, por su simplicidad y agudeza intelectual. Daba una valorización a sus temas sin dificultad.
En 1970, la primera edición en inglés de Rius fue el libro Cuba para Principiantes, una historieta humorística cómica en donde se hacía presentación de la historia de Cuba y la revolución, siendo publicado en los Estados Unidos como Cuba for Beginners. El libro no tuvo gran impacto, pero la publicación en 1976 en inglés de Marx for Begginners, una traducción de su obra Marx para Principiantes (1972), una historieta cómica que representaba la vida y las ideas de Karl Marx, llegando a ser un best seller y que dio un impulso para las series de libros For Beginners para escritores y lectores y más tarde un libro ícono.
En los años 1990s participó en revistas de humor político: "El Chahuistle" (Plaga de insectos) y "El Chamuco" (El diablo) porque estas publicaciones golpeaban duro a los lectores políticos y religiosos
Sus éxitos y larga carrera lo hicieron un punto de referencia para las nuevas generaciones de caricaturistas políticos en México. El actor y director de cine mexicano Alfonso Arau hizo "Calzonzin Inspector", una película basada en las caracterizaciones que aparecían en la revista "Los Supermachos", siendo lanzada en 1974.

### Los Supermachos
Uno de sus mayores éxitos fue la historieta Los Supermachos, con la cual empezó a acercarse al pueblo, combinando el humor y la política. El éxito fue inusitado, se alcanzó un tiraje semanal de 250 000 ejemplares que se vendieron en su totalidad. El editor de la revista, presionado por el gobierno, le quitó los personajes a Rius, quien se vio obligado a fundar un nuevo cómic: Los Agachados.

### Los Agachados
Los Agachados es la clave para entender la gran producción editorial de Rius. En esta revista, Rius abordó, de 1968 a 1981, todos los temas imaginables: política, religión, sexo, música, futbol, economía, filosofía, historia, ecología, vegetarianismo y naturismo, física, etc. Con esto, formó una fuente de material importante, el cual recurrentemente utilizaba, revisándolo y corrigiéndolo, para hacer sus libros. Se puede afirmar que el 20 por ciento del material utilizado en los libros de Rius se publicó previamente en Los Agachados o tuvo su origen basándose en algún ejemplar del mismo. 

### Estilo y temas
Máximo exponente de lo que podría considerarse como historieta de corte costumbrista, los libros de Rius se escribieron de manera informal, ilustrados con sus propias caricaturas y recortes de obras artísticas de otros autores, muchas veces intervenidas. Utilizó un lenguaje sencillo y coloquial para acercar el tema a los lectores no versados en el mismo. Su estilo fue irreverente e incisivo, llegando a lo soez. Publicó libros con temáticas de diferente índole: historia, filosofía, religión, y medicina popular, con propósitos de divulgación masiva.

### Estilo de ilustración
Sus ilustraciones aparecen realizadas con un trazo ágil y espontáneo, de ejecución rápida y directa, quizás a consecuencia de la velocidad a que se vio obligado a realizar su tarea (él mismo se refería a su trabajo como «horrorosos monos»), pero que dotó a sus historietas de una frescura característica. Su grafismo se sitúa dentro de la línea realista, perfilando a sus personajes a partir del menor número posible de recursos, permitiendo al lector reconocer inmediatamente al político cacique y al honrado trabajador. Los fondos de las viñetas están resueltos a través de líneas sencillas.

### Postura política
Sus ideas fueron siempre de contenido izquierdista. Durante la Guerra Fría fue un entusiasta apologista del comunismo y el bloque soviético. Rius fue un fuerte crítico del sistema político mexicano y sus instituciones (Su majestad el PRI, Los Panuchos, Desde los cristeros hasta Fox), del consumismo (La droga que refresca), del imperialismo (Vera Historia del Tío Sam, La interminable conquista de México) y del combate contra la religión en general, particularmente contra el Catolicismo (Manual del perfecto ateo, El mito guadalupano, El supermercado de sectas).

También destacó por su antigachupinismo, presente en obras como "500 años fregados pero cristianos", donde presenta la idea de México como sociedad "conquistada" y mestiza producto de violaciones masivas, cuyos problemas derivarían de la Conquista y el Virreinato:
México es un país mestizo –dicen–un producto de la fusión de dos razas, del mestizaje…(nomás acá no hubo mestizaje, nomás etnocidio)…El mestizaje dice el inefable tumbaburros es la cruza de dos razas, y acá nunca se dio el caso de indígenas que se ejecutaran en el lecho conyugal, a ninguna hembra hispana…ni de hembra indígena que se cruzara con gachupa voluntariamente. El mestizaje pacífico nunca se dio en México, pues en todos los casos la cruza se efectuó por violación de las mujeres indígenas a manos y cojones de la soldadesca y clero hispanos…el resultado de esas violaciones fueron miles de niños y niñas rechazados (…) había miles de niños de esos vagando por los campos, viviendo del robo, huyendo de ambos bandos, sucios, salvajes y muertos de hambre. Cuando se les capturaba, los enviaban como esclavos a las haciendas y minas, y en muchos casos a España, también como esclavos para servir en el ejército (…) el título de mestizo era un insulto. Pero todos esos mestizos fueron la base de nuestra nacionalidad (…) los hijos de la chingada
En 2014, dijo en Oaxaca: "Yo lo que he hecho es tratar de que la gente haga conciencia de sus problemas y que la sociedad se organice".

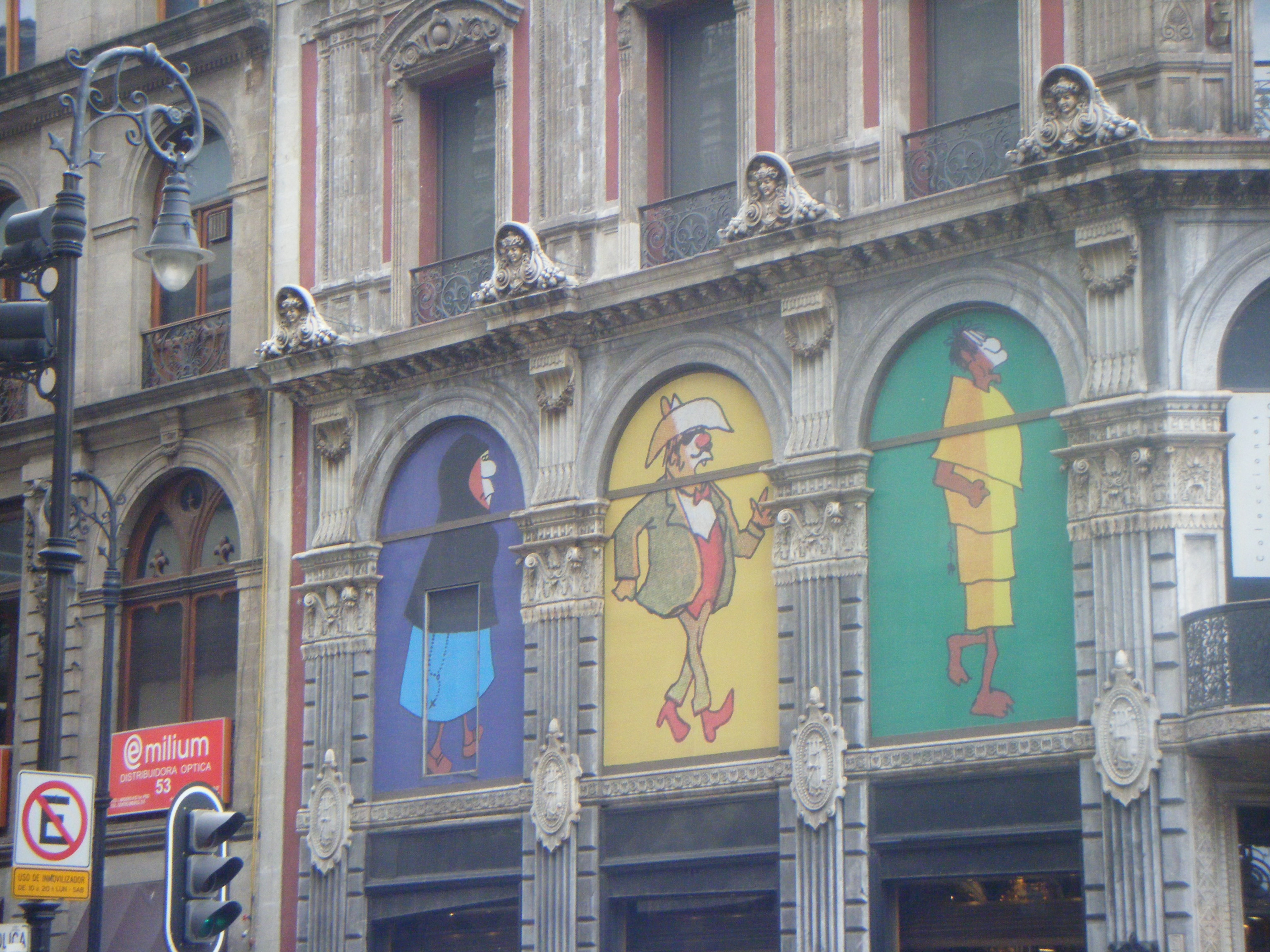
Personajes de Rius en el Museo del Estanquillo de la Ciudad de México.

### Postura religiosa
Rius se declaró abiertamente ateo, pero al mismo tiempo destaca el ser ateo pero "cristiano", probablemente refiriéndose a la cierta admiración que siente por la filosofía cristiana; en sus libros, remarcaba que quienes se dicen cristianos lo que menos practican es el cristianismo.

### El Chamuco
Colaboró con la revista de crítica sociopolítica El Chamuco y los hijos del averno, de la cual fue fundador. En dicha revista colaboran otros moneros altamente reconocidos: Rafael Barajas El Fisgón y José Hernández.

### Fallecimiento
Eduardo del Río, conocido como Rius, falleció el 8 de agosto de 2017 en Tepoztlán, Morelos a los 83 años de edad. Le sobreviven su esposa Micaela y su hija Citlali Elena Poniatowska escribiría sobre la pérdida de Rius:

Rius fue nuestro Piaget, nuestro Freinet de la escuela activa, Ivan Illich su vecino en Cuernavaca, Skinner el padre del conductismo, Pestalozzi, Montaigne y Federico Froebel, todos hechos croqueta. Rius fue, sin proponérselo, uno de los grandes educadores de México del siglo XX...

Rius fue el más entrañable de los caricaturistas y su vastísima obra no sólo es la educación política de los mexicanos sino su educación sentimental. Qué bueno que los Supermachos se encuentren ahora en una enorme exposición en los pasillos del Metro Zapata al lado de La Familia Burrón de Gabriel Vargas. Qué bueno que su esposa Mica y su hija Citlali que lo han acompañado puedan visitarla porque se sentirán arropadas por Calzoncin y Doña Eme y seguro sonreirán ahora que todos necesitamos un motivo para sonreír.
Elena Poniatowska

## Premios
- En 1976, fue galardonado en el Salón de Lucca con un trofeo de la UNICEF.[6]
- En 1987, fue ganador del Premio Nacional de Periodismo de México en caricatura.[7]
- En 2004, recibió La Catrina, premio que se otorga a personajes importantes del mundo de la caricatura y la historieta en el marco del Encuentro Internacional de Caricatura e Historieta, celebrado en la Feria Internacional del Libro de Guadalajara.[8]
- En 2010, volvió a ganar el Premio Nacional de Periodismo de México, esta vez por su trayectoria periodística, representada en su trabajo como caricaturista.[9]
- En 2016, se le otorgó el Primer Reconocimiento Gabriel Vargas por su trayectoria como caricaturista político por parte de la Secretaría de Cultura de la Ciudad de México y el Museo del Estanquillo.[10]

### Primeros 100 títulos
1966: Cuba para principiantes

Revistas y álbumes de historieta en un puesto de un mercadillo de la Ciudad de México; abajo, puede verse un ejemplar de El segundo aire (1973).

1968: La joven Alemania /Caricaturas rechazadas
1971: Pequeño Rius ilustrado
1972: Marx para principiantes  /Cómo suicidarse sin maestro /Cristo de carne y hueso
1973: Rius en política /La panza es primero /Primeras porquerías /El segundo aire
1974: ¿Qué tal la URSS? /Ya te vimos Pinochet /Obras completas tomo 3
1975: Lenin para principiantes /No consulte a su médico /El yerberito ilustrado /Manifiesto comunista ilustrado
1976: Cuba libre /La trukulenta historia del kapitalismo
1977: El museo de Rius /Huele a gas (con Heberto Castillo) /Los dictaduros
1978: ABChe /La revolución femenina... /Santoral de la caricatura
1979:
Mao en su tinta /Con perdón de Doré… y de la Biblia
1980:
Almanaco /Historia rapidísima de España /Rius en proceso
1981:
Manual del perfecto ateo /El diablo se llama Trotsky /El mito guadalupano
1982:
Su Majestad el PRI /Dominó para principiantes /Diabluras /Compa Nicaragua /Palestina, del judío errante al judío errado /Rius a la China /Los dictaduros: el militarismo en América Latina
1983:
Hitler para masoquistas /La vida de cuadritos /Economía para ignorantes (en economía) /Lexikon Ekonomikon
1984:
La interminable conquista de México /Guía incompleta del Jazz /La iglesia y otros cuentos /100 plantas que se comen
1985:
Un siglo de caricatura en México /El otro Rius /Jesús alias el Cristo /La deuda y cómo no pagarla /Filosofía para principiantes, Tomo I
1986:
El mundo del fin del mundo /Los cómics naturistas /De músico poeta y loco /La cultura no muerde /¿De dónde vienen los niños?
1987:
Quetzalcóatl no era del PRI /Kama Nostra /Carlos de Nicaragua /El hermano Sandino /El fracaso de la educación en México /El pan y otros males
1988:
El amor en los tiempos del sida /El arte irrespetuoso /Vera historia del tío Sam /Cada quien su dios /¿Quién ganó la revolución mexicana?
1989:
Cómo dejar de comer (mal) /El Cocinero vegetariano /La droga que refresca /¿Hay libertad de prensa en México? /Publicidad, televisión y otras porquerías
1990:
La Perestroika según Rius /Toros sí, toreros no /Tropicaleces, barroquerías y más turbaciones /Mis supermachos
1991:
Proyecto Japón /Marihuana y otras debilidades /Juicio a Walt Disney /Del detritus federal a laguna verde
1992:
Descubriendo a Colón /500 años fregados pero cristianos
1993:
Puré de Papas /De aborto, sexo y otros pecados
1994:
Lástima de Cuba /Mexican democracia
1995:
Rius para principiantes
1996:
La Biblia, esa linda tontería
1997:
Los Panuchos /Filosofía para principiantes, Tomo II /La Revolucioncita Mexicana
1998:
Filatelia para cuerdos /Los judíos /La comida verde /La medicina verde /52 sonrisas
1999:
El Supermercado de las Sectas /Libre pensamientos a fines de siglo /52 maneras de reír
2004:
Las glorias del tal Rius
2006:
La poca lipsis que nos viene
2006: 
Votas y te vas
2010: 
Ni Independencia Ni Revolución/Mis supermachos 3
2011:
Santo PRI libranos del PAN
2012:
La Invención del Cristianismo
2014:
Rius en Pedacitos

### Otros títulos
- Diccionario de la estupidez humana
- Rius va a la China
- Marihuana, cocaína y otros viajes
- Machismo, feminismo y homosexualismo
- El libro de las malas palabras
- La basura que comemos
- Herejes, ateos y mal pensados
- El católico preguntón
- Cómo acabar con el país… sin ayuda extranjera
- Osama Tío Sam
- Los agachados
- Recetarius: 100 propuestas para salvar lo que queda de México
- Pobrecito Japón
- Horóscopos, tarot y otras tomadas de pelo
- Economía al alcance de todos
- ¿Sería católico Jesucristo?
- Filosofía para principiantes
- Todo Rius (vol. 1, 2, 3, 4, 5, 6 y 7)
- ¿Qué diablos es la tal homeopatía?